# Safa Al Hashem
Safa Al Hashem (Kuwait, 14 d'abril de 1964), és la única dona elegida més de dos cops consecutius al Parlament de Kuwait.

## Biografia
Al Hashem es llicencià en Literatura anglesa a la Universitat de Kuwait i es doctorà a la Universitat Estatal de Pennsilvània. També va fer estudis de postgrau a l'Escola de Negocis de Harvard.
El 2011 se li concedí el doctorat honoris causa per la Universitat Americana de Tecnologia de Beirut.
Abans d'entrar en política, Al Hashem havia treballat al Ministeri d'Educació Superior, i després a diverses empreses privades a Kuwait i a Bahrain.
Després que fos aprovat el dret de vot a les dones el 2005, el primer cop que Al Hashem es presentà a les eleccions fou el 2012, i guanyà. Quan la legislatura va ser anul·lada, ella tornà a presentar-se i tornà a guanyar l'escó. Fou elegida ponent de la Comissió d'Economia i Finances, i també formà part d'altres dues comissions. El 2016 repetí en el càrrec amb un increment sensible de suports i, en canvi, el 2020 va perdre les eleccions i hagué de deixar l'escó.
Al Hashem s'ha destacat pels seus al·legats populistes xenòfobs contra els estrangers residents a Kuwait, incloent la recomanació que es prohibeixi als estrangers obtenir el permís de conduir i que hagin de pagar un impost per trepitjar els carrers. Ha arribat a demanar al govern que cobri una taxa als estrangers per tot el que fan, fins i tot per respirar l'aire del país.

## Premis
- 2009 Dona de negocis de l'any.[9]
- 2007 Dona CEO de l'any de l'Orient Mitjà.[10]